# ایمانی لارا-لنسیکوت
ایمانی لارا-لنسیکوت (انگلیسی: Imani-Lara Lansiquot؛ زادهٔ ۱۷ دسامبر ۱۹۹۷) دونده اهل بریتانیا است.